# Claude de Bexon
Pour les articles homonymes, voir Bexon.
Claude-Léopold de Bexon, né le 14 juin 1736 à Sarralbe, en Moselle (France) et décédé le 10 août 1807 au Ban-Saint-Martin en Lorraine (France), est un prélat français et évêque de Namur (1802-1803). Trop proche du pouvoir napoléonien, il doit démissionner en 1803. En 1806 il devient chanoine de Saint-Denis.

## Biographie
Claude-Léopold de Bexon est le fils de Léopold de Bexon, seigneur de Volmunster et d'Ormeschviller, prévôt royal de Sarralbe et de Marie-Elisabeth de Seholtz. Léopold de Bexon est créé baron du Saint-Empire en 1785. Sa famille prétend descendre de boyards russes mais ne réussit pas à faire reconnaître sa noblesse par le roi de France.
Claude-Léopold de Bexon fait ses études au séminaire de Metz, reçoit l'ordination sacerdotale en 1761 et est nommé curé de Stinzel, dans le même diocèse.
Refusant le serment à la constitution civile du clergé, il émigre en Allemagne en 1793 et ne revient en France qu'en 1801.
Recommandé par son frère, le général Joseph Bexon d’Ormschwiller, il figure parmi les candidats sélectionnés en 1802 par Portalis pour accéder à l'épiscopat. Il est nommé évêque de Namur le 29 avril 1802 et sacré évêque le 30 mai suivant, dans l'église Saint-Sulpice à Paris.
Il y arrive en juillet 1802, mais est vite en butte à l'hostilité de son clergé au concordat, menée par l'abbé Stevens. Après avoir tenté de tenir une position médiane, il exprime publiquement son adhésion aux articles organiques, sous la pression du préfet de Sambre-et-Meuse, Pérès, ce qui le déconsidère aux yeux de son clergé. Ce conflit se développe alors qu'il réorganise le chapitre et les paroisses de son diocèse, suscitant des mécontentements.
De plus, il prend des mesures disciplinaires strictes envers certains membres du clergé namurois. Ayant perdu toute autorité, il est contraint de démissionner le 15 septembre 1803.
Lors de la formation du chapitre de Saint-Denis en 1806, il y est nommé chanoine. Il meurt l'année suivante dans sa maison de campagne du Ban-Saint-Martin près de Metz.

## Armoiries
Écartelé : aux 1 et 4 de gueules au lion d'or, à la fasce cousue d'azur chargée de 3 étoiles d'argent, brochant sur le tout ; aux 2 et 3 de sable à 2 sabres d'argent passés en sautoir